# 2ª Brigata proletaria d'assalto dalmata
La 2ª Brigata proletaria d'assalto dalmata, in cirillico Друга далматинска пролетерска ударна бригада, in serbo-croato Druga dalmatinska proleterska udarna brigada, è stata una formazione militare dell'Esercito Popolare di Liberazione della Jugoslavia che venne costituita il 3 ottobre 1942 in Bosnia con alcuni reparti partigiani della Dalmazia.
La brigata partecipò con distinzione alla maggior parte delle operazioni dell'Esercito popolare nella Seconda guerra mondiale sul fronte jugoslavo combattendo contro gli eserciti dell'Asse e i collaborazionisti cetnici e ustaša; in particolare ebbe un ruolo decisivo durante la battaglia della Neretva e contribuì, nella fase finale della guerra, alla liberazione del litorale adriatico.

## Storia
La nuova brigata partigiana venne ufficialmente costituita il 3 ottobre 1942 nel villaggio di Unista, nei pressi di Bosansko Grahovo su decisione del quartier generale della IV zona operativa croata che a sua volta aveva consultato e aveva ricevuto l'approvazione nel settembre 1942 del quartier generale supremo dell'Esercito Popolare di Liberazione della Jugoslavia guidato da Josip Broz Tito. Alla brigata furono assegnati quattro battaglioni partigiani della Dalmazia: il battaglione "Branko Vladušić", il battaglione "Jerko Ivančić", il battaglione "Nikola Vrančić" e il battaglione litoraneo "Branko Vladušić". Il giorno della sua costituzione era formata da 836 partigiani uomini e donne che sarebbero aumentati costantemente nel corso della guerra fino a 2.363 combattenti nel gennaio 1945.
Il Comando supremo di Tito assegnò il comando della nuova brigata al montenegrino Ljubo Vučković, il commissario politico fu Ante Jurlin "Marko", il vice-comandante Jovo Martić, il vice-commissario politico di Jovo Kapičić, il capo dei servizi medici il dottor Tomislav Kronja.

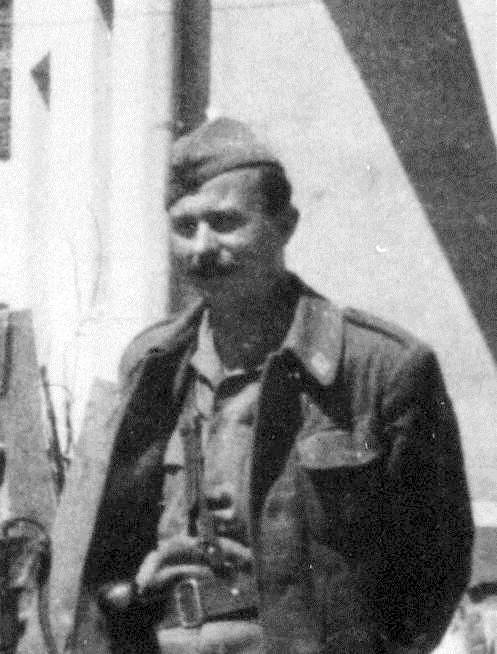
Il comandante partigiano Ljubo Vučković, il primo comandante della brigata dalmata.

Dal momento della sua costituzione fino al 1 novembre 1942, la brigata fu subordinata al quartier generale della IV zona operativa croata, mentre dal 1 novembre 1942 entrò a far parte della 2ª Divisione proletaria, una delle unità scelte del Gruppo operativo principale partigiano, con la quale rimase fino al 23 febbraio 1944 quando venne trasferita al gruppo operativo del litorale del II Korpus. Infine il 5 gennaio 1945 la 2ª Brigata dalmata venne assegnata alla 9ª Divisione dalmata dell'VIII Korpus con il quale terminò la guerra di liberazione. Nella brigata combatterono complessivamente 5.548 partigiani, di cui 209 cittadini stranieri, compresi 188 italiani; 1.829 combattenti del reparto morirono durante la guerra, mentre 23 partigiani ricevettero la massima decorazione al valore di Eroe nazionale della Jugoslavia.
La 2ª Brigata dalmata ricevette, con il decreto del Comando supremo di Tito del 12 luglio 1944, il titolo onorifico di unità "proletaria" in riconoscimento della sua condotta bellica sul campo. Per il suo servizio durante la guerra di liberazione inoltre le venne assegnato il 29 luglio 1944 l'Ordine della liberazione nazionale, il 3 luglio l'Ordine dell'Eroe nazionale del popolo, il 22 dicembre 1961 l'Ordine della fratellanza e unità con corona in oro, e il 27 aprile 1978 l'Ordine al merito con stella in oro.
La nuova brigata dalmata guidata da Ljubo Vučković entrò per la prima volta in combattimento partecipando agli attacchi della 2 Divisione proletaria a Grahovo nell'ottobre 1942 e a Livno nel dicembre 1942. A gennaio 1943 gli eserciti dell'Asse diedero inizio ad una grande offensiva generale per distruggere il nucleo di forze partigiano e la 2ª Brigata dalmata, sempre dipendente dalla 2ª Divisione proletaria, prese parte a tutte le fasi più importanti della conseguente battaglia della Neretva. Dopo aver partecipato all'attacco a Imotski il 10 febbraio 1943 la brigata dalmata proseguì verso il fiume Neretva. Dopo una serie di sanguinosi combattimenti dall'esito alterno contro tedeschi e italiani, Tito diede ordine proprio alla 2ª Brigata dalmata di effettuare l'azione decisiva attraversando la Neretva e costituendo una testa di ponte sulla riva meridionale contro l'opposizione dei cetnici. Nella notte del 6-7 marzo 1943 i reparti d'assalto della brigata dalmata attraversarono il fiume sui precari resti del ponte di Jablanica, sopraffecero dopo aspra lotta i difensori cetnici e raggiunsero la riva meridionale consolidando la prima testa di ponte per l'avanzata partigiana verso sud-est.

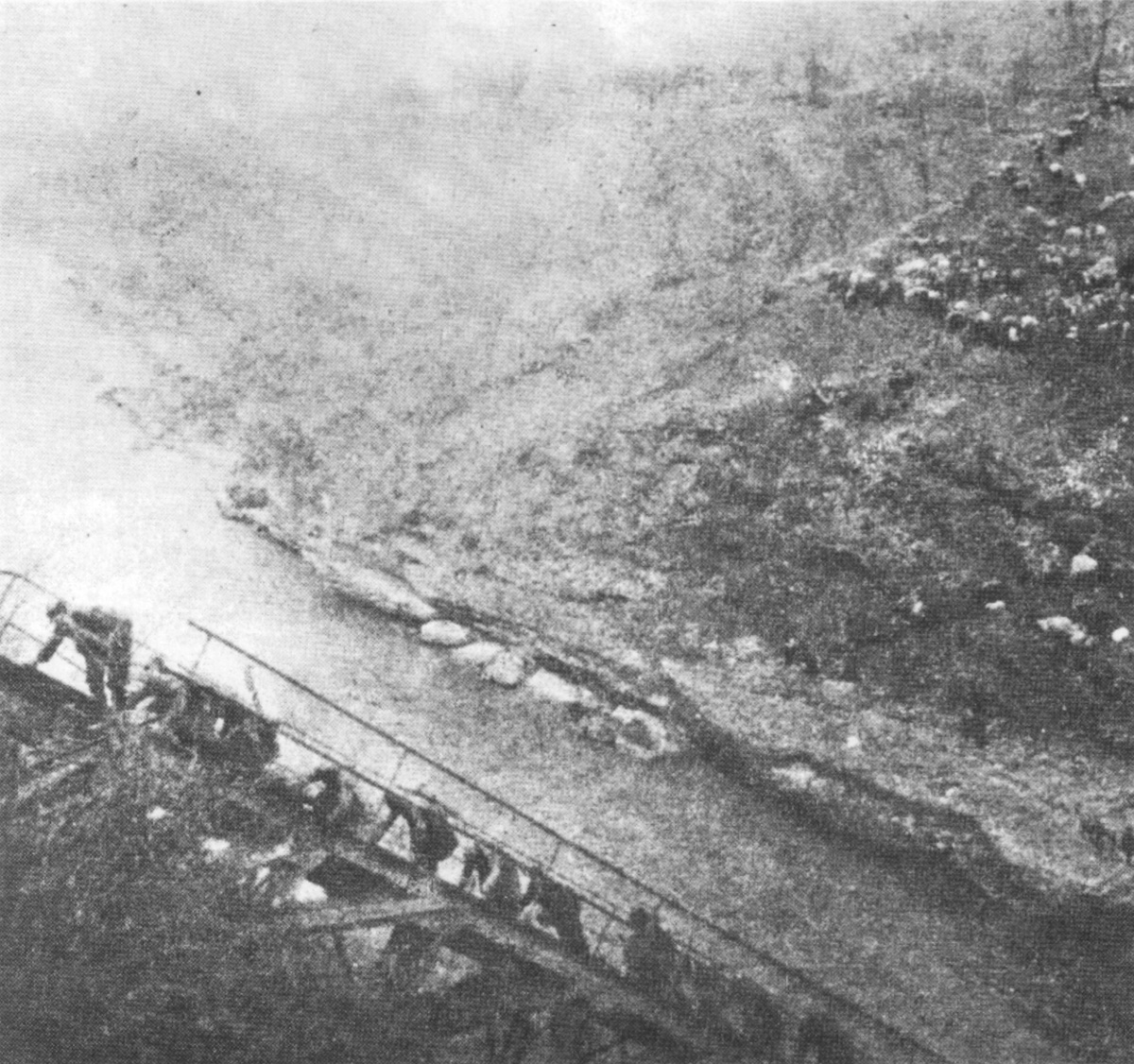
I partigiani della 2ª Brigata dalmata attraversano la Neretva sui resti del ponte demolito a Jablanica.

Dopo il brillante successo sulla Neretva, tutte le forze partigiane del gruppo operativo di Tito poterono marciare verso l'Erzegovina, il Sangiaccato e il Montenegro, sconfiggendo le formazioni cetniche e i reparti italiani; la 2ª Brigata dalmata, insieme alle altre brigate della 2ª Divisione proletaria, fu all'avanguardia dell'avanzata verso la Drina. Furono ancora una volta i dalmati che raggiunsero per primi il fiume e che attraversarono il 6 aprile 1943 nella località di Mešajiči, costituendo una testa di ponte su cui affluirono tutti i reparti della divisione. La brigata il 9 aprile 1943 venne lodata con un proclama ufficiale dal quartier generale supremo per l'attraversamento della Drina. Dopo una serie di successi contro cetnici e italiani in Montenegro, la 2ª Brigata dalmata venne coinvolta, insieme alle altre formazioni del gruppo operativo partigiano, nella successiva battaglia della Sutjeska dove le forze di Tito subirono gravissime perdite.

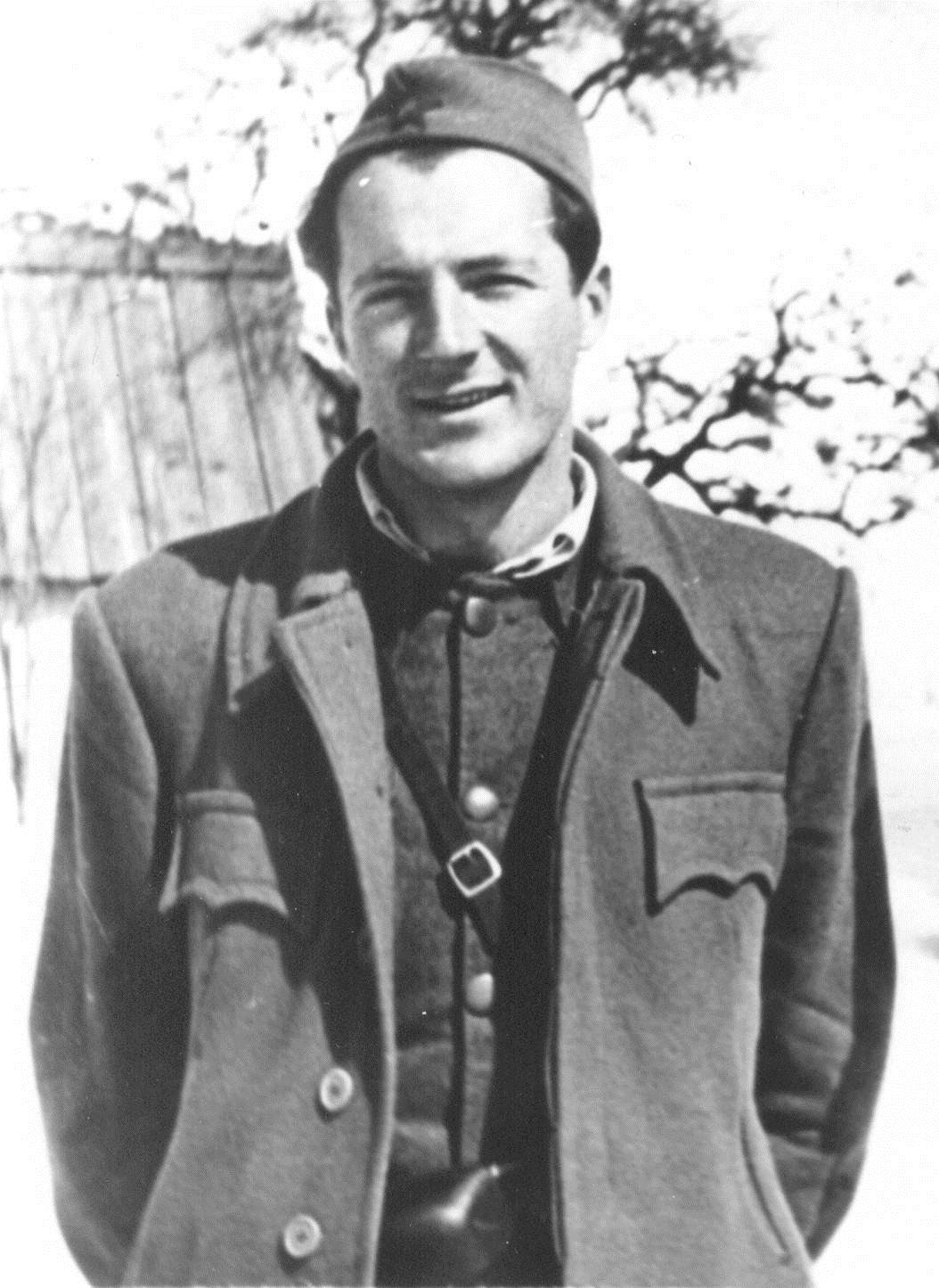
Jovo Kapičić era il commissario politico della brigata dalmata durante le battaglie della Neretva e della Sutjeska.

All'inizio dell'offensiva tedesca, la brigata era schierata a est di Šavnik, e dovette combattere aspramente per cercare di rallentare l'attacco della 118ª Divisione tedesca; il 17 maggio 1943 Tito ordinò al reparto di trasferirsi a Mojkovac e contrattaccare, ma ben presto la situazione dei partigiani divenne critica. Il 25 maggio 1943 la 1ª Divisione da montagna tedesca intervenne in forze e superò la resistenza della 2ª Brigata dalmata e di altre unità partigiane che batterono in ritirata. La brigata quindi marciò verso nord e il 26 maggio 1943 raggiunse il Vučevo subito dopo la 2ª Brigata proletaria, costituendo una preziosa posizione difensiva per rpoteggere la ritirata generale nel grosso del gruppo partigiano di Tito. Da quel momento i dalmati si schierarono a difesa della cima di Gornje Bare dove organizzarono una accanita difesa contro i continui attacchi tedeschi che miravano a conquistare il Vučevo. La 2ª Brigata dalmata riuscì a difendere, nonostante fosse completamente accerchiata, la posizione di Gornje Bare fino al 9 giugno e in questo modo bloccò il passo alle truppe nemiche proteggendo la strada per lo Zelen Gora attraverso la quale le forze partigiane principali uscirono dalla sacca d'accerchiamento. I partigiani dalmati si batterono disperatamente per difendere le loro posizioni contro forze tedesche in grande superiorità numerica; nelle sue memorie di guerra, Tito rende omaggio al coraggio e allo spirito di sacrificio dei partigiani della brigata; egli descrive quelle giornate come "le più difficili della mia vita" e riferisce che il comandante del battaglione in prima linea gli inviò un drammatico messaggio in cui assicurava che i tedeschi "non passeranno finché sarà vivo anche uno solo di noi". Dopo i sanguinosi combattimenti sul Gornje Bare, la 2ª Brigata dalmata riuscì in parte a sfuggire alla totale distruzione e i superstiti ripiegarono in Bosnia orientale insieme alle unità del gruppo principale; l'unità tuttavia subì nella battaglia della Sutjeska le perdite più pesanti tra tutte le formazioni partigiane impegnate: 833 morti su 1.200 combattenti, circa il 65% di perdite.

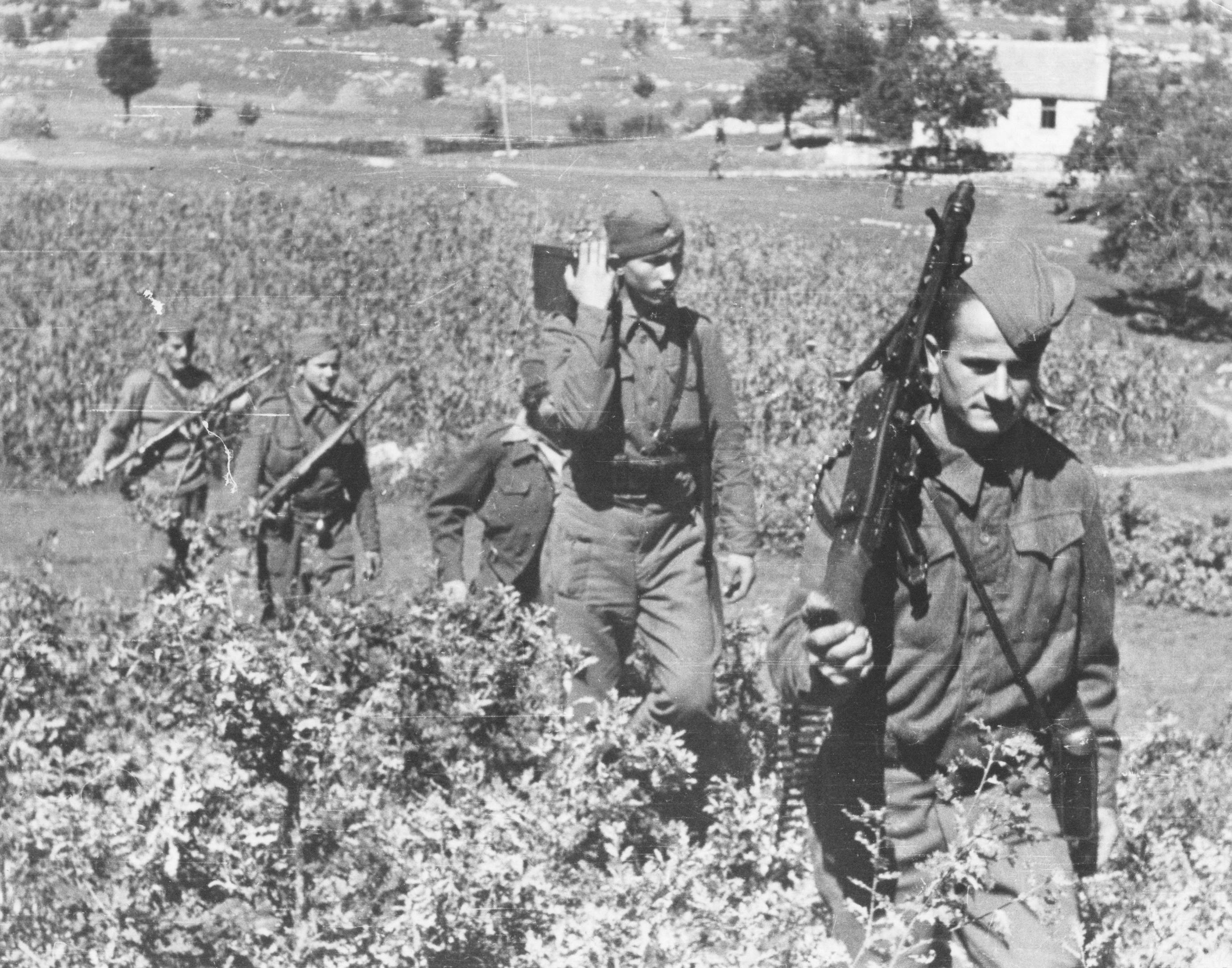
Partigiani della brigata in Montenegro nell'estate 1944, equipaggiati con una MG 42 tedesca.

La 2ª Brigata dalmata si riorganizzò durante l'estate 1943 e quindi nel settembre entrò a far parte del II Korpus di Peko Dapčević che venne incaricato da Tito di sfruttare la situazione creatasi dopo la resa dell'Italia per ritornare nuovamente in Montenegro e liberare quella regione. Dapčević diramò i primi ordini il 19 settembre 1943 e la brigata dalmata ricevette la missione di marciare, insieme alla 4ª Brigata proletaria montenegrina verso Berane. I dalmati sfruttarono la confusa situazione in Montenegro e avanzò da Meštrovac lungo la direttrice Pljevlja-Žabljak; il 23 settembre la brigata raggiunse e liberò Pljevlja dopo aver disperso le deboli formazioni cetniche. All'inizio di ottobre il reparto dalmata ottenne altri successi; in particolare alcuni battaglioni della brigata guidati da Niko Strugar contribuirono alla liberazione di Kolašin e alla successiva battaglia contro italiani, tedeschi e cetnici per difendere quell'importante località.
Nonostante queste brillanti vittorie, la situazione dei partigiani in Montenegro divenne rapidamente difficile a causa della controffensiva delle truppe tedesche; la maggior parte delle posizioni raggiunte dovettero essere abbandonate e nell'inverno la 2ª brigata dalmata dovette contrastare, insieme alle altre brigate del II Korpus la violenta operazione Kugelblitz, sferrata dal comando nemico. Per molte settimane il reparto combatté contro il XXI Corpo d'armata tedesco e i cetnici in Montenegro ed Erzegovina.
Dopo aver partecipato anche ai combattimenti durante l'operazione Rübezahl, il reparto venne assegnato al nuovo raggruppamento del litorale che nell'ottobre 1944 concluse con successo la liberazione della costa adriatica; il 18 ottobre 1944 i dalmati entrarono a Ragusa in collaborazione con la 29ª Divisione erzegovese. Nell'ultima fase della guerra la 2ª Brigata dalmata partecipò all'operazione Mostar contribuendo alla liberazione di Široki Brijeg e Mostar; infine prese parte, inquadrata nella nuova 4ª Armata jugoslava, alle operazioni finali che portarono alla liberazione di Karlobag, Arbe, Cherso, Lussino e l'Istria; i dalmati conclusero la guerra entrando a Trieste e Fiume.

## Eroi nazionali della 2ª Brigata proletaria d'assalto dalmata
Alcuni dei più famosi partigiani della brigata dalmata che ricevettero l'onorificenza di Narodni heroj Jugoslavije, "Eroi nazionali della Jugoslavia", furono:
- Niko Anđus, commissario politico II battaglione
- Savo Burić, comandante della brigata
- Miro Višić, vice commissario politico del I battaglione
- Ljubo Vučković, primo comandante della brigata
- Savo Drljević, comandante della brigata
- Branko Dude, comandante II battaglione
- Obrad Egić, comandante della brigata
- Boško Žunić, comandante di compagnia del II battaglione
- Radisav Jugović, capo di stato maggiore della brigata
- Jovo Kapičić, vice commissario politico della brigata
- Vojo Kovačević, direttore della sezione politica della brigata
- Slobodan Macura Bondo, commissario politico del I battaglione
- Stevo G. Opačić, comandante della terza compagnia del I battaglione
- Srećko Reić, comandante di battaglione
- Ante Roje, commissario politico della brigata
- Ratko Sofijanić, vice comandante della brigata
- Mate Ujević, commissario politico della brigata
- Milovan Čelebić, vice commissario politico di battaglione